# EuroCup MVP

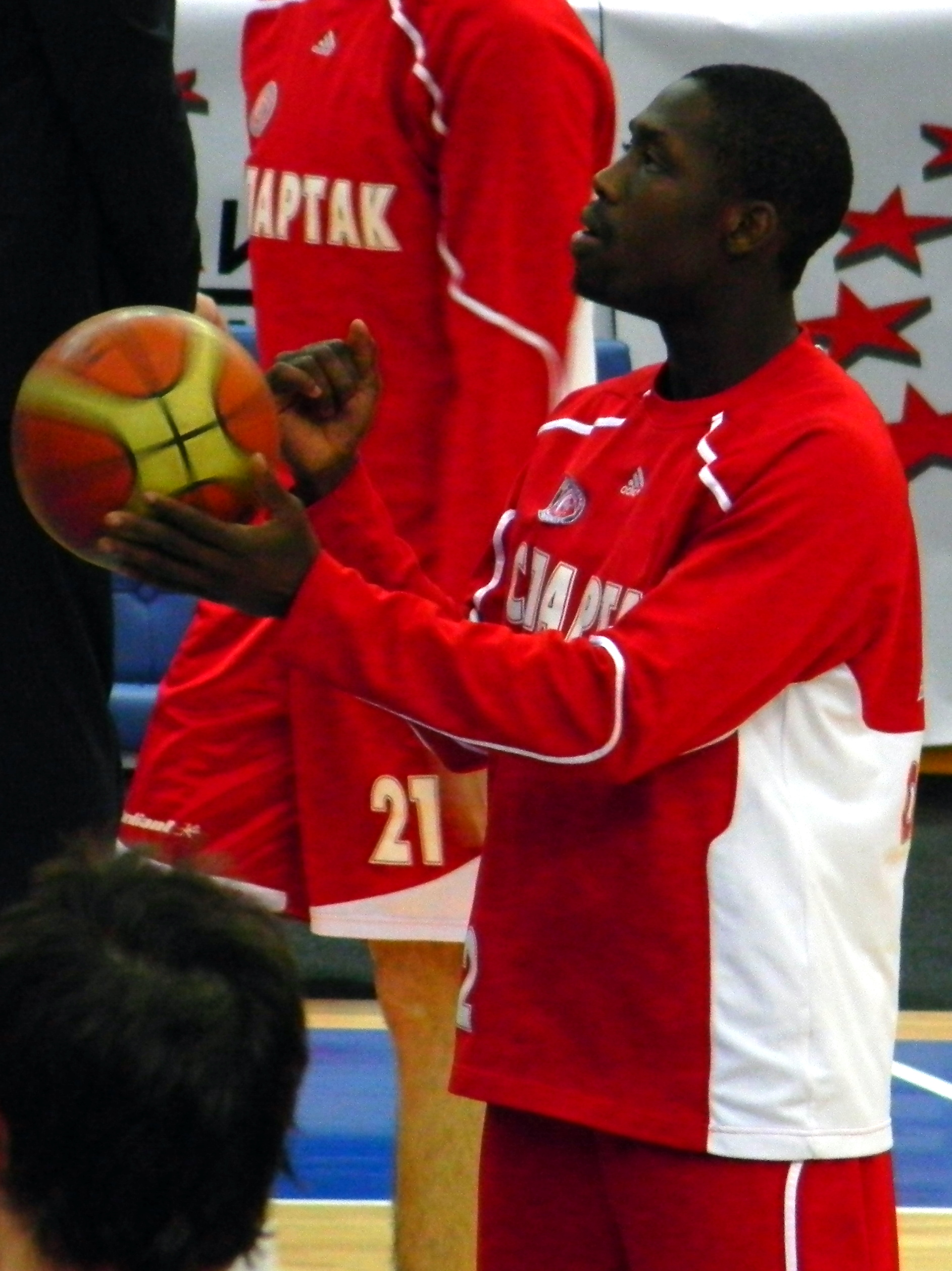
Patrick Beverley - EuroCup MVP z 2012.

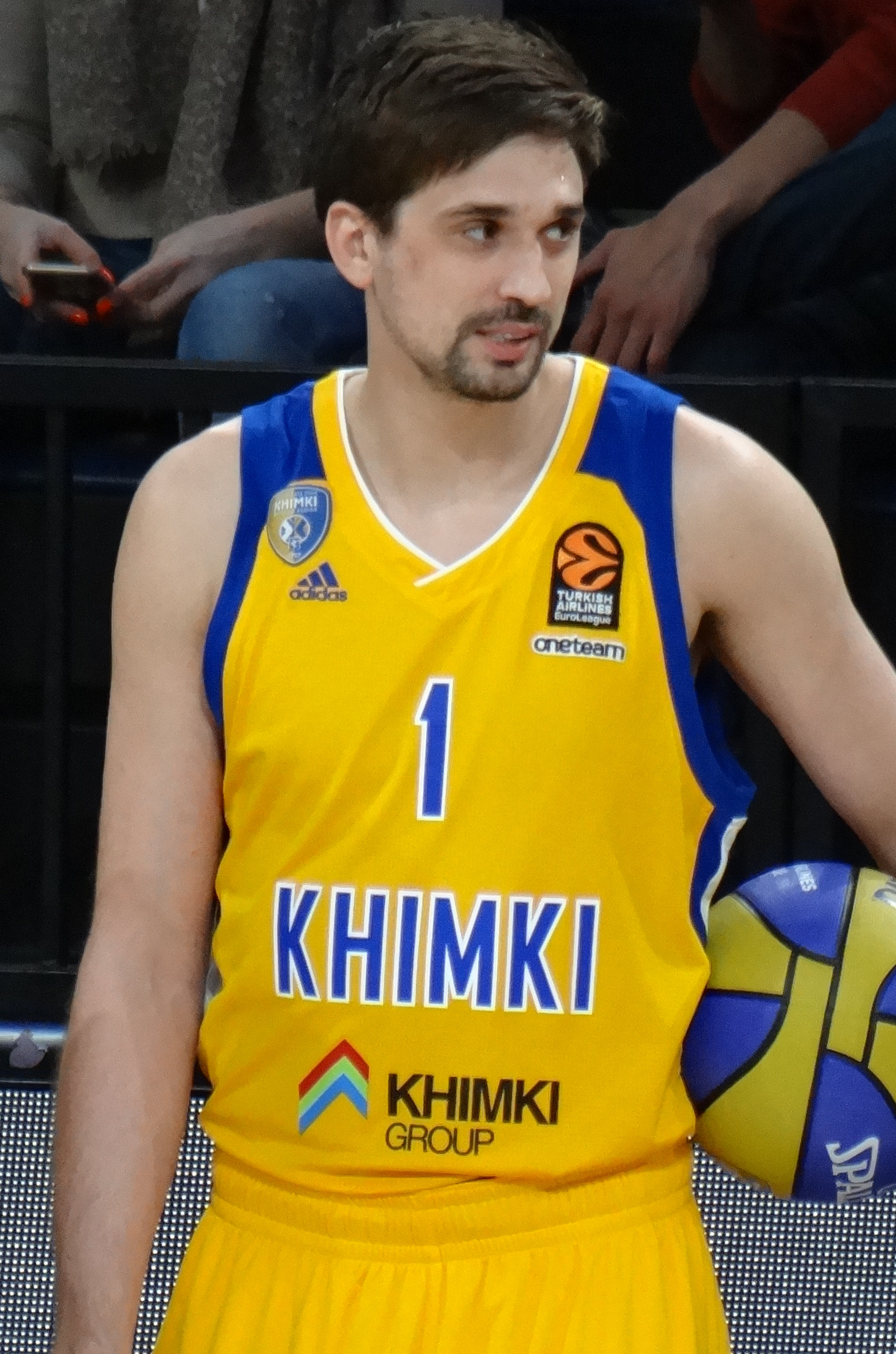
Aleksiej Szwied został laureatem nagrody w 2017.

EuroCup MVP – nagroda przyznawana corocznie najbardziej wartościowemu zawodnikowi sezonu regularnego rozgrywek Eurocup (II poziom międzynarodowych klubowych rozgrywek koszykarskich w Europie). Jest przyznawana od sezonu 2008/2009.
W latach 2008–2016 nagroda była przyznawana na podstawie głosowania ligowych ekspertów. W 2016 do procesu wyłaniania laureatów włączono także wyniki głosowania online fanów, które to stały się jedną ze składowych, decydujących o tym, kto otrzyma nagrodę w danym sezonie.

## Laureaci EuroCup MVP
| Sezon   | MVP              | Zespół               | Przyp. |
| ------- | ---------------- | -------------------- | ------ |
| 2008–09 | Chuck Eidson     | Lietuvos Rytas Wilno |        |
| 2009–10 | Marko Banić      | Bilbao               | [ 2 ]  |
| 2010–11 | Dontaye Draper   | Cedevita Zagrzeb     | [ 3 ]  |
| 2011–12 | Patrick Beverley | Spartak Petersburg   | [ 4 ]  |
| 2012–13 | Nick Calathes    | Lokomotiw Kubań      | [ 5 ]  |
| 2013–14 | Andrew Goudelock | Uniks Kazań          | [ 6 ]  |
| 2014–15 | Tyrese Rice      | Chimki               | [ 7 ]  |
| 2015–16 | Errick McCollum  | Galatasaray          | [ 8 ]  |
| 2016–17 | Aleksiej Szwied  | Chimki               | [ 9 ]  |
| 2017–18 | Scottie Wilbekin | Darüşşafaka          | [ 10 ] |
| 2018–19 | Luke Sikma       | Alba Berlin          | [ 11 ] |